# SENSATION (De-LAXのアルバム)
『SENSATION』(センセーション)は、1988年8月21日に発売されたDe-LAXのアルバム。通算1枚目のオリジナルアルバムである。発売元はフォーライフ・レコード。

## 概要
- このアルバムで、デビューを果たした。
- 本作発売1か月前にサンプルカットされたシングル「WAR DANCE」から「WAR DANCE」と、他11曲が収録されている。
- 解散後の1995年6月21日には、2ndアルバム『NEUROMANCER』と同時に再発売された。
- このアルバムや、ベストアルバム『THE STORY OF De-LAX 1988-1992 5Years×5Lives』のブックレットには、『De-LAX SENSATION』という表記がなされている。
- ベストアルバム『Best of De+LAX』と『"20th Anniversary Premium Collection"』に収録された楽曲数が最も多いオリジナルアルバムである[1]。
- 発売当初はまだアナログが基本だったため、CDのジャケットはLPサイズを単純に縮小しただけである。そのため、裏ジャケットの字が小さくて少し読みづらくなっている。また、sideA、sideBという表記までそのままである。
- 2017年現在、De-LAXのアルバムの中では、次作『NEUROMANCER』、3rdアルバム『KINGDOM』に次いで、3番目に売り上げが高い作品である。

## ツアー
- このアルバムでデビューする前に、コンサートツアー『De-LAX TOUR '88 SPRING "DIAMOND SENSATION"』を行っていた。その時は、数曲がこのアルバムに収録されたバージョンと違うアレンジで演奏されていた。
- その後、このアルバムをひっさげ、デビュー後初となるアルバムツアー『De-LAX TOUR '88 "SENSATION"』を行った。その後、アルバムツアー『De-LAX TOUR '88 "SENSATION"』を締めくくったライブ『De-LAX TOUR '88 "THE GREAT SENSATION"』を新宿コマ劇場で行った。なお、この頃のライブは映像化されなかったが、ビデオ『THE STORY OF De+LAX 1988-1992 5Years×5Lives』に、数曲収録された。

## 収録曲
- 全曲 作詞:宙也、編曲:De-LAX

| #         | タイトル                     | 作詞      | 作曲               | 時間 |
| --------- | ---------------------------- | --------- | ------------------ | ---- |
| 1.        | 「突然 炎のごとく」          |           | 京極輝男           | 3:26 |
| 2.        | 「GREEN FLASH 〜緑の光線〜」 |           | 榊原秀樹           | 3:37 |
| 3.        | 「熱帯LADY」                 |           | 京極輝男           | 2:50 |
| 4.        | 「MISTY MEMORY」             |           | 榊原秀樹・鈴木正美 | 4:17 |
| 5.        | 「SENSATION」                |           | 鈴木正美           | 3:35 |
| 6.        | 「ダイヤモンドの夜」         |           | 鈴木正美           | 4:55 |
| 7.        | 「WAR DANCE」                |           | 榊原秀樹・鈴木正美 | 3:26 |
| 8.        | 「BE MY ANGEL」              |           | 宙也               | 3:26 |
| 9.        | 「真珠のヴィーナス」         |           | 榊原秀樹           | 4:06 |
| 10.       | 「G.N.A.」                   |           | 京極輝男           | 3:57 |
| 11.       | 「SERIOUS MOOD」             |           | 京極輝男           | 3:55 |
| 12.       | 「BLUE HEART LOVER」         |           | 鈴木正美           | 3:32 |
| 合計時間: | 合計時間:                    | 合計時間: | 42:22              |      |

## 曲解説
- 全曲 作詞:宙也、編曲:De-LAX

1. 突然 炎のごとく (3:26)
  - 作曲:京極輝男

デビュー前からライブで演奏されている楽曲。
後に、ライブアルバム『HELLO AGAIN』にて、この曲のライブバージョンが収録された。
ビデオ『THE STORY OF De+LAX 1988-1992 5Years×5Lives』には、アルバムツアー『De-LAX TOUR '88 "SENSATION"』の初日であった8月24日の日清パワーステーション公演のライブの映像が収録されている。
2. GREEN FLASH 〜緑の光線〜 (3:37)
  - 作曲:榊原秀樹

曲名にある「グリーンフラッシュ」とは、ハワイやグアムなどで「見た者は幸せになれる」と言い伝えられている自然現象の名前であり、本楽曲の歌詞の中にも、それを示唆するような部分がある。
ベストアルバム『20th Anniversary Premium Collection』には、「緑の光線 (GREEN FLASH)」という表記がなされている。
ビデオ『THE STORY OF De+LAX 1988-1992 5Years×5Lives』には、6月2日のPIT公演のライブの映像が収録されている。なお、アルバムの表記と異なり、サブタイトルである「緑の光線」が消されている。
3. 熱帯LADY (2:50)
  - 作曲:京極輝男

デビュー前からライブで演奏されている楽曲。
本作に収録されている楽曲の中で、一番演奏時間が短い楽曲となっている。
ビデオ『THE STORY OF De+LAX 1988-1992 5Years×5Lives』には、5人揃っては初めてとなるライブ『"LATE NIGHT SHOW"』(新宿LOFT公演)のライブの映像が収録されている。
4. MISTY MEMORY (4:17)
  - 作曲:榊原秀樹・鈴木正美

ライブビデオ『RESURRECTION & EXISTENCE』にて、本楽曲が映像化された。ビデオ『THE STORY OF De+LAX 1988-1992 5Years×5Lives』には、アルバムツアー『De-LAX TOUR '92 "OUR FAVOURITE ROADS"』の12月25日の渋谷公会堂公演のライブの映像が収録されている。また、この日のライブで解散することを発表した。
5. SENSATION (3:35)
  - 作曲:鈴木正美

このアルバムの表題曲。De-LAXの初期の楽曲の中では、数少ないフェードアウトする曲である。
ライブ『De-LAX TOUR '88 "THE GREAT SENSATION"』までのツアーでは、本編の前半で演奏されることが多かったが、アルバムツアー『De-LAX NEUROMANCER '89 "SPIRITS A GO-GO"』以降のツアーでは、本編の後半、もしくは、ライブの最後に演奏されることが多くなった。
後にライブアルバム『BOOTLEG!!』にてこの曲のライブバージョンが収録された。
ライブビデオ『"RESURRECTION & EXISTENCE"』、『De-LAX NEUROMANCER '89 SPIRITS A GO-GO TOUR』にて、本楽曲が映像化された。ビデオ『THE STORY OF De+LAX 1988-1992 5Years×5Lives』には、前曲と同様に、アルバムツアー『De-LAX TOUR '92 "OUR FAVOURITE ROADS"』の12月25日の渋谷公会堂公演のライブの映像が収録されている。
De-LAXのアルバム収録曲の中で、De-LAXの全てのベストアルバムに収録されている数少ない楽曲である[2]。
6. ダイヤモンドの夜 (4:55)
  - 作曲:鈴木正美

本作に収録されている楽曲の中で、一番演奏時間が長い楽曲となっている。
7. WAR DANCE (3:26)
  - 作曲:榊原秀樹・鈴木正美

サンプルカットシングル。
8. BE MY ANGEL (3:26)
  - 作曲:宙也

De-LAXのアルバム収録曲の中では唯一となる、宙也が作曲も手掛けた楽曲である[3]。
9. 真珠のヴィーナス (4:06)
  - 作曲:榊原秀樹

マリリン・モンローに捧げた詩。
10. G.N.A. (3:57)
  - 作曲:京極輝男

デビュー前からライブで演奏されている楽曲。
この曲の原題が「GOLDEN NEW AGE」で、コンサートツアー『De-LAX TOUR '88 SPRING "DIAMOND SENSATION"』の初日であった4月10日の横浜7th AVENUE公演のライブのトークでフルネームで紹介していたが、その日のセットリストには既に現在のタイトルで表記されていた。恐らく、最初は略称で呼んでいたものが、後に正式な曲名になったものと思われる。
11. SERIOUS MOOD (3:55)
  - 作曲:京極輝男

デビュー前からライブで演奏されている楽曲。
ライブビデオ『De-LAX NEUROMANCER '89 SPIRITS A GO-GO TOUR』にて、本楽曲が映像化された。
12. BLUE HEART LOVER (3:32)
  - 作曲:鈴木正美

デビュー前からライブで演奏されている楽曲。
コンサートツアー『De-LAX TOUR '88 SPRING "DIAMOND SENSATION"』の初日であった4月10日の横浜7th AVENUE公演のライブのトークの時や、その日のセットリストには「BLUE HEART」と表記されていた。
後にライブアルバム『BOOTLEG!!』にてこの曲のライブバージョンが収録された。
7thアルバム『ART+BEAT』のDVDに、本楽曲のライブ映像が収録されている。

## 収録ベストアルバム
- THE STORY OF De+LAX 1988-1992 5Years×5Lives (Disc 1 #7,ミックスが異なるバージョン Disc 2 #1、#5、#12)
- Best of De+LAX (#1、#5、#12、#7,ミックスが異なるバージョン)
- "20th Anniversary Premium Collection" (#2、#4、#5、#6、#7,再録バージョン)

## 収録映像作品
PV収録
- THE STORY OF De+LAX 1988-1992 5Years×5Lives (#7,ショートバージョン)
- "20th Anniversary Premium Collection" (#7,オリジナル、再録共にフルバージョン)

ライブ映像収録
- De-LAX NEUROMANCER '89 SPIRITS A GO-GO TOUR (#5、#11)
- THE STORY OF De+LAX 1988-1992 5Years×5Lives (#1、#2、#3、#4、#5)
- "RESURRECTION & EXISTENCE" (#4、#5、#7)
- ART+BEAT (#7、#12)